# Amandine Leynaud
Amandine Leynaud (Aubenas, 2 maggio 1986) è una pallamanista francese, portiere del Győri ETO KC e della nazionale francese.
Con la maglia della nazionale ha vinto l'oro olimpico ai Giochi di Tokyo 2020 e l'argento olimpico ai Giochi di Rio de Janeiro 2016.

## Carriera
Nel 2018 alle Olimpiadi vince la medaglia d'argento con la nazionale francese.
Nel 2019 diventa campione d'Europa con la maglia del Győri ETO KC.

## Palmarès

### Club
- EHF Champions League: 1

Győri ETO: 2018-2019
- Campionato francese: 6

Metz: 2004-2005, 2005-2006, 2006-2007, 2007-2008, 2008-2009, 2010-2011
- Coppa di Francia: 1

Metz: 2009-2010
- Coppa di Lega francese: 7

Metz: 2004-2005, 2005-2006, 2006-2007, 2007-2008, 2008-2009, 2009-2010, 2010-2011
- Campionato macedone: 5

Vardar Skopje: 2013-2014, 2014-2015, 2015-2016, 2016-2017, 2017-2018
- Coppa di Macedonia: 5

Vardar Skopje: 2013-2014, 2014-2015, 2015-2016, 2016-2017, 2017-2018
- Campionato ungherese: 1

Győri ETO: 2018-2019
- Coppa d'Ungheria: 1

Győri ETO: 2018-2019
- Campionato russo: 1

Rostov-Don: 2017-2018

### Nazionale
- Argento olimpico: 1

Rio de Janeiro 2016
- Campionato mondiale

 Oro: Germania 2017
 Argento: Cina 2009
 Argento: Brasile 2011
- Campionato europeo

 Oro: Francia 2018
 Argento: Danimarca 2020
 Bronzo: Svezia 2016
- Oro olimpico: 1

Tokyo 2020

### Individuale
- Migliore portiere al campionato europeo: 1

Francia 2018
- Migliore giocatrice della EHF Champions League Final Four: 1

2017-2018
- Migliore portiere della EHF Champions League: 2

2019-2020, 2020-2021
- Migliore giocatrice francese nel campionato francese: 2

2009, 2010
- Migliore portiere nel campionato francese: 4

2008, 2009, 2010, 2011